# حوزه انتخابیه بیست‌وسوم فلوریدا
حوزه انتخابیه بیست‌وسوم فلوریدا یک حوزه انتخابیه مجلس نمایندگان آمریکا است که در ایالت فلوریدا قرار دارد.